# Zdzisław Sipiera
Zdzisław Tadeusz Sipiera (ur. 27 października 1959 w Pruszkowie) – polski polityk, nauczyciel i samorządowiec. W latach 1998–2002 i 2014–2015 starosta pruszkowski, wojewoda mazowiecki (2015–2019), poseł na Sejm IX kadencji.

## Życiorys
Absolwent Akademii Wychowania Fizycznego w Warszawie, kształcił się także m.in. na Uniwersytecie Warszawskim. Pracował jako nauczyciel, od 1991 do 1996 był dyrektorem jednej ze szkół w Pruszkowie. Zatrudniony także jako naczelnik wydziału oświaty w urzędzie dzielnicy Żoliborz, prowadził również własną działalność gospodarczą.
W 1990 został członkiem Porozumienia Centrum, a w 2001 wstąpił do Prawa i Sprawiedliwości. Od 1994 do 1998 był radnym miejskim. W 1998, 2002, 2006, 2010 i 2014 wybierany na radnego powiatu pruszkowskiego. W latach 1998–2002 i 2014–2015 zajmował stanowisko starosty tego powiatu. Był także wiceburmistrzem dzielnicy Praga-Północ (2002–2005) i burmistrzem Woli (2005–2006).
8 grudnia 2015 został powołany na urząd wojewody mazowieckiego. W wyborach parlamentarnych w 2019 wystartował do Sejmu w okręgu podwarszawskim. Uzyskał mandat posła IX kadencji, otrzymując 8131 głosów. W związku z tym wyborem 11 listopada 2019 zakończył urzędowanie na funkcji wojewody. W 2021 powołany przez premiera Mateusza Morawieckiego w skład Rady Doradców Politycznych. W wyborach w 2023 nie uzyskał poselskiej reelekcji.
W 2024 uzyskał mandat radnego Sejmiku Województwa Mazowieckiego VII kadencji.

## Odznaczenia
- Krzyż Kawalerski Orderu Odrodzenia Polski (2024)[11][12]

## Życie prywatne
Jest żonaty, ma dwoje dzieci. Jego syn Konrad w 2018 objął funkcję wiceprezydenta Pruszkowa.